# Geodia amphistrongyla
Geodia amphistrongyla är en svampdjursart som beskrevs av Lendenfeld 1910. Geodia amphistrongyla ingår i släktet Geodia och familjen Geodiidae. Inga underarter finns listade i Catalogue of Life.